# Dolmen de la Pierre Couvretière
Le dolmen de la Pierre Couvretière est un dolmen situé à Ancenis-Saint-Géréon, en France. Le monument est classé au titre des monuments historiques en 1926. Il a fait l'objet de deux campagnes successives de fouilles menées, respectivement, sous la responsabilité de Jean L'Helgouach en octobre 1972 et sous celle de Daniel Prigent en novembre 1973.
C'est le seul dolmen encore visible dans le Pays d'Ancenis.

## Localisation
Le dolmen est situé sur la commune d'Ancenis, dans le département de la Loire-Atlantique, en bord de Loire, dans l'ancienne prairie Saint-Pierre. Il est accessible, soit par l'avenue des Alliés (D 923), soit par l'avenue de la Bataille-de-la-Marne, enclavé dans la zone industrielle de la Noëlle. Initialement posé sur la roche de la berge de la Loire, à seulement 1,34 mètre de l'étiage du fleuve, ce dolmen est désormais dans un creux du remblai apporté pour niveler la zone industrielle.

## Description
La première description qui en est connue est celle faite par Girault Saint Fargeau en 1829 qui décrit "une grande pierre plate et brute appelée Couveclair de forme parralélogrammique 'sic, longue de 12 pieds 10 pouces (soit 4,13 m environ), large de 8 pieds 2 pouces (2,64 m) et épaisse de 2 pieds (0,64 m) enfoncée dans la terre d’environ 5 pieds (1,62 m) et inclinée et soutenue dans cette position par 2 autres pierres moins grandes ".
Son architecture générale conduit à le classer parmi les dolmens à couloir. Il est composé de deux orthostates en grès siliceux, d'une table de couverture en conglomérat et d'un troisième petit pilier en gneiss, roche que l'on ne retrouve pas sur place, ce qui implique donc un transport préalable sur plusieurs kilomètres.

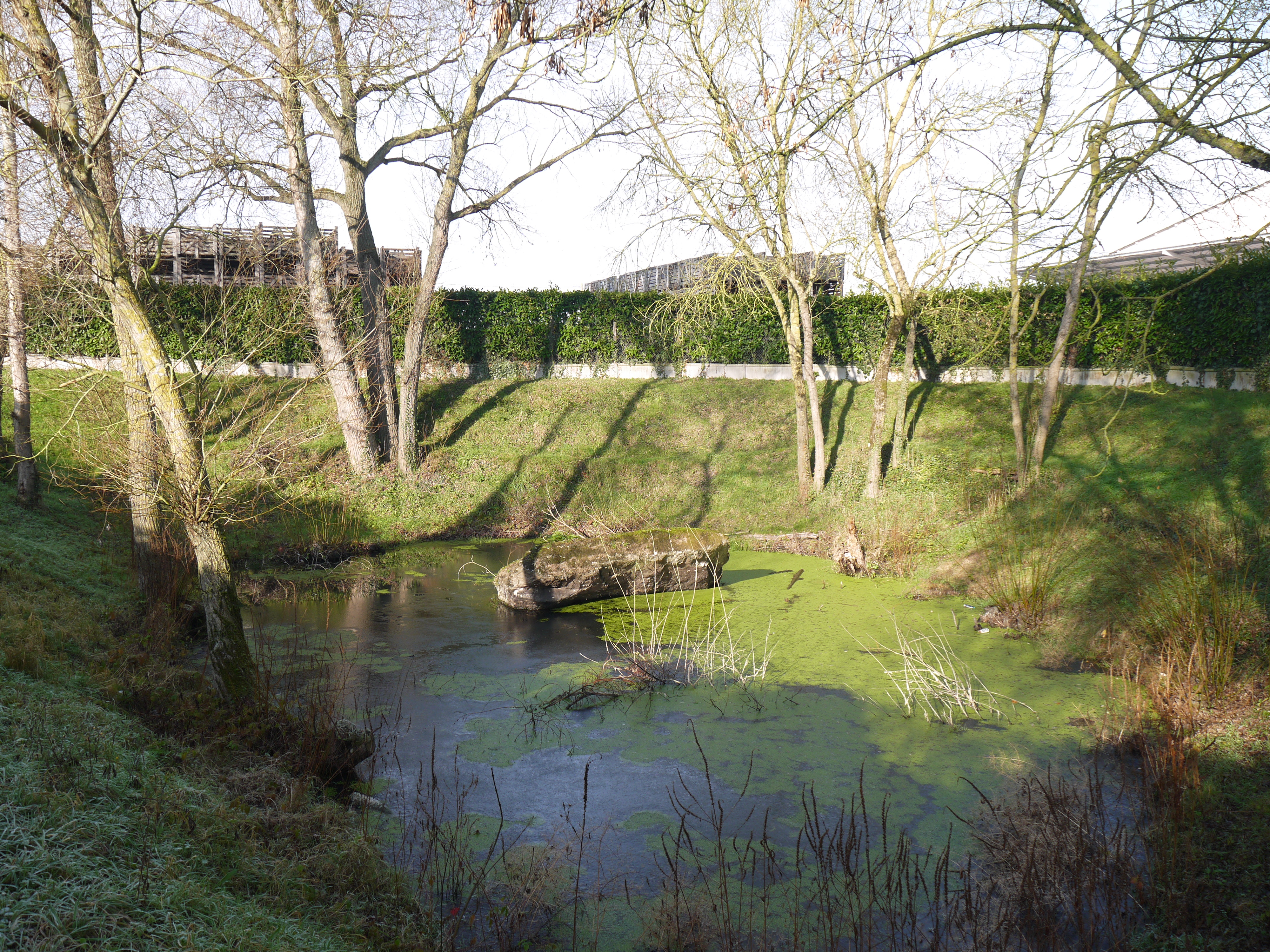
Vue générale de la cuvette.

La table, de forme carrée, mesure 4,20 par 4 mètres pour une épaisseur de 0,70 à 0,80 mètre. Elle a basculé lors de la destruction du tumulus et elle est désormais inclinée d'environ 45°, et à moitié immergée dans les eaux de ruissellement accumulées dans la cuvette qui l'entoure. C'est la seule partie du dolmen qui soit désormais visible.
L'orthostate située à l’est est enfoncé de 0,60 mètre dans une diaclase du schiste sous-jacent. Il s'élève à 2,50 mètres de haut pour une largeur de 2 mètres. Son épaisseur varie entre de 0,20 à 0,50 mètre. Celui situé à l’ouest est d’une moindre hauteur (1,50 mètre au-dessus du sol) pour une largeur maximale de 2 mètres et une épaisseur de 0,50 mètre. Il comporte 1 cupule d'origine artificielle.
La première campagne de fouille a permis de découvrir, renversé à l'ouest, un autre pilier en grès. Cela laisse supposer que le dolmen était plus long à l’origine et que ce pilier supportait une dalle de couverture. La moitié sud du dolmen a disparu lorsque le monument a servi de carrière comme l'attestent des traces de débitage retrouvées sur un pilier. Les seuls vestiges du tumulus qui subsistent sont les quelques pierrailles en calcaire demeurées en place au pied de l'orthostate de droite et dont l'origine est vraisemblablement à rechercher du côté de la butte du Fourneau (située en face d’Ancenis sur la rive gauche de la Loire).

## Matériel funéraire retrouvé
Emilien Maillard mentionne en 1863 que "deux petits couteaux druidiques"  y avaient été trouvés. Les fouilles contemporaines ont permis de mettre au jour, à l’intérieur de la chambre ou à même la pierraille calcaire  :
- 76 pièces d'outillage en silex : grattoirs, burin, lames et lamelles ainsi que 3 pointes de flèches (1 triangulaire, 2 ébauches, 1 à pédoncule et ailerons) ;
- 70  tessons de poterie décorés de coups de poinçons, l'ensemble ayant été daté du campaniforme (fin du IIIe millénaire)[3] ;
- des objets en métal : une plaquette en or de 1,1 gramme décorée de perforations aux extrémités et un petit ciseau en cuivre de section quadrangulaire dont le métal proviendrait du Sud de la France.

Des ossements d'origine humaine et animale ont été retrouvés mélangés aux pierres calcaires, ce qui a permis de les protéger de l’acidité du sol et donc de la destruction. Ils ont été datés 14C de 2880 et 2990 BP. Les fouilles de Daniel Prigent ont révélé 4 crânes (3 hommes et 1 enfant), dont 1 ou 2 de type brachycéphale. L'analyse des astragales et des calcanéums révèle en complément l’inhumation d’au moins 10 individus différents. Ce que confirme l'analyse des dents humaines (fortement usées) retrouvées.
Les dents et les restes osseux d'origine animale correspondent à de gros mammifères (bœufs, porcs, mouton, chèvre, cheval), à un chat sauvage et à des oiseaux (1 étourneau et 1 bécasse).
Le dolmen a vraisemblablement fait l'objet de plusieurs réutilisations successives par les populations vivant en bordure du fleuve (5 à 8 mètres sous l'étiage actuel) et peut donc être rapproché des habitats de la même époque retrouvés dans le lit de la Loire entre les lieux-dits Le Bernardeau (en amont) et La Grillette (en aval) de l'actuel pont d’Ancenis.

## Légende associée
Selon la légende, Dieu avait livré à Satan tous les habitants d’Ancenis pour être en sa possession exclusive à condition que, chargé de 3 pierres, il arrivât à la ville avant que le coq eût chanté. Or, le coq chanta au moment où Satan était dans la prairie de Saint-Pierre. Le diable jeta alors son fardeau et s’enfuit se cacher en enfer. Cette légende expliquerait dès lors le nom local de Pierre du Diable qui a été donné au dolmen.

## Protection et  mise en valeur du site

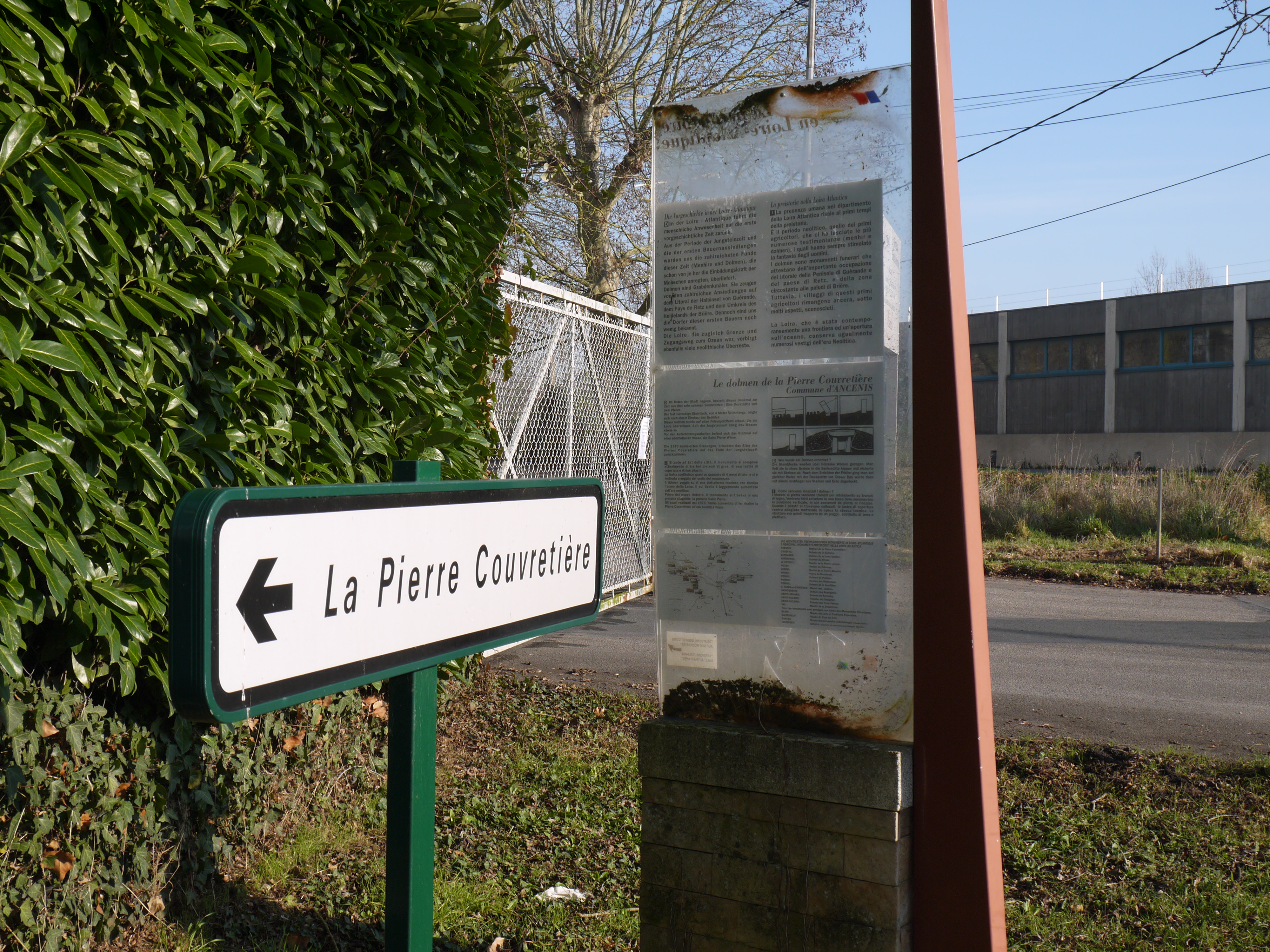
Signalétique mise en place.

Avec l'extension des bâtiments de la  coopérative agricole de la Noelle Ancenis (Cana), les terrains environnants, dont celui où la Pierre Couvretière est située, tendent à devenir, à la fin des années 1960, une véritable décharge à ciel ouvert. Trois solutions sont alors envisagées :
- déplacer le dolmen et le mettre dans un jardin public ou sur la pelouse de la station-service voisine ;
- nettoyer la cuvette et la remblayer avec du sable en posant une borne signalant la présence du dolmen à 4-5 mètres sous terre dans le but de le préserver « à charge pour les générations à venir de le déterrer lorsque les circonstances deviendront plus favorables » ;
- le laisser en place mais nettoyer et aménager les abords.

C’est cette dernière solution qui fut retenue et en 1971-1972, une action de sauvegarde est lancée avec un nettoyage bénévole du site. Dans la foulée, deux campagnes de fouilles archéologiques s'y déroulent. Mais progressivement, le site retombe dans l’oubli et son environnement se dégrade. Une nouvelle action du Centre d'aide par le travail permet à la fin des années 1980 de nettoyer le site et d'y mettre en place une signalisation et des panneaux didactiques.